# Supercopa de España de Baloncesto 2018
La Supercopa de España de Baloncesto 2018 o Supercopa Endesa fue la 15.ª edición del torneo desde que está organizada por la ACB y la 19.ª desde su fundación. Se disputó en el Multiusos Fontes do Sar de Santiago de Compostela entre el 21 y el 22 de septiembre de 2018. El campeón fue el Real Madrid, que obtuvo su quinto título de esta competición.  El MVP del torneo fue Sergio Llull.

## Equipos participantes
Los equipos participantes de acuerdo a los criterios de participación establecidos por la ACB fueron:
| Equipo             | Clasificación                | Participación |
| ------------------ | ---------------------------- | ------------- |
| Obradoiro          | Anfitrión                    | 1.ª           |
| Real Madrid        | Campeón de la Liga Endesa    | 16.ª          |
| FC Barcelona Lassa | Campeón de la Copa del Rey   | 14.ª          |
| Kirolbet Baskonia  | Subcampeón de la Liga Endesa | 12.ª          |

## Cuadro
|  | Semifinales       | Semifinales |                   |             | Final | Final |  |
|  |                   |             |                   |             |       |       |  |
|  |                   |             |                   |             |       |       |  |
|  | Obradoiro         | 61          |                   |             |       |       |  |
|  | Obradoiro         | 61          |                   |             |       |       |  |
|  | Real Madrid       | 76          |                   |             |       |       |  |
|  | Real Madrid       | 76          |                   | Real Madrid | 80    |       |  |
|  |                   |             |                   | Real Madrid | 80    |       |  |
|  |                   |             | Kirolbet Baskonia | 73          |       |       |  |
|  | Barcelona Lasa    | 76          | Kirolbet Baskonia | 73          |       |       |  |
|  | Barcelona Lasa    | 76          |                   |             |       |       |  |
|  | Kirolbet Baskonia | 79          |                   |             |       |       |  |
|  | Kirolbet Baskonia | 79          |                   |             |       |       |  |
|  |                   |             |                   |             |       |       |  |

## Semifinales
| 21 de septiembre de 2018 19:30 (CEST) | FC Barcelona Lasa                                                             | 76–79                      | Kirolbet Baskonia | |  |
|                                       | Parciales: 21-22, 13-27, 22-17, 20-13                                         |                            | | |  |
|                                       | Estadísticas Kyle Kuric 16 Ante Tomić 7 Kevin Pangos 8 (Val.) Kevin Pangos 20 | Reporte Pts Reb Asts Otros | Estadísticas 16 Patricio Garino 13 Johannes Voigtmann 5 Jayson Granger, Marcelinho Huertas 18 Patricio Garino (Val.) | Pabellón: Multiusos Fontes do Sar, Santiago de Compostela Asistencia: 5295 espectadores Árbitros: Emilio Pérez Pizarro, Daniel Hierrezuelo, Carlos Peruga Televisión: #Vamos (Movistar+) |  |

| 21 de septiembre de 2018 21:00 (CEST) | Obradoiro                                                                                 | 61–81                      | Real Madrid                                                                                       | |  |
|                                       | Parciales: 12-20, 22-20, 8-28, 19-13                                                      |                            |                                                                                                   | |  |
|                                       | Estadísticas Kostas Vasileiadis 15 Nacho Llovet 5 David Navarro 5 (Val.) David Navarro 17 | Reporte Pts Reb Asts Otros | Estadísticas 17 Sergio Llull 6 Gustavo Ayón, Jaycee Carroll 6 Sergio Llull 19 Sergio Llull (Val.) | Pabellón: Multiusos Fontes do Sar, Santiago de Compostela Asistencia: 5471 espectadores Árbitros: J.C. García González, M.A. Pérez Pérez, Rafael Serrano Velázquez Televisión: #Vamos (Movistar+) |  |

## Final
| 22 de septiembre de 2018 19:15 (CEST) | Real Madrid                                                                                         | 80–73                      | Kirolbet Baskonia                                                                         | |  |
|                                       | Parciales: 20-21, 22-23, 19-18, 19-11                                                               |                            |                                                                                           | |  |
|                                       | Estadísticas Sergio Llull 15 Rudy Fernández 7 Sergio Llull, Jeffery Taylor 3 (Val.) Sergio Llull 15 | Reporte Pts Reb Asts Otros | Estadísticas 14 Shavon Shields 7 Vincent Poirier 4 Darrun Hilliard 14 Ilimane Diop (Val.) | Pabellón: Multiusos Fontes do Sar, Santiago de Compostela Asistencia: 5314 espectadores Árbitros: Daniel Hierrezuelo, E. Pérez Pizarro, M.A. Pérez Pérez Televisión: #Vamos (Movistar+) |  |

## Concurso de Triples
Matt Thomas, jugador del Valencia Basket fue el ganador del Concurso de Triples El Corte Inglés con la mejor marca de la historia (80 puntos), sumando 27 en cuartos y semis y 26 en la final frente al concursante popular Óscar Herrero, que eliminó a Carroll en semifinales.